# Challenger de Kiev 2021
El torneo Kiev Open 2021 fue un torneo profesional de tenis. Perteneció al ATP Challenger Tour 2021. Se disputó en su 1ª edición sobre superficie tierra batida, en Kiev, Ucrania entre el 06 al el 12 de septiembre de 2021.

## Jugadores participantes del cuadro de individuales
| Favorito | País                    | Jugador                  | Rank1 | Posición en el torneo    |
| -------- | ----------------------- | ------------------------ | ----- | ------------------------ |
| 1        | Bandera de Argentina    | Sebastián Báez           | 155   | FINAL                    |
| 2        | Bandera de Portugal     | Frederico Ferreira Silva | 180   | Primera ronda            |
| 3        | Bandera de Francia      | Quentin Halys            | 183   | Primera ronda            |
| 4        | Bandera de Kazajistán   | Dmitry Popko             | 193   | Cuartos de final, retiro |
| 5        | Bandera del Reino Unido | Jay Clarke               | 206   | Primera ronda            |
| 6        | Bandera de Ucrania      | Sergiy Stakhovsky        | 227   | Segunda ronda            |
| 7        | Bandera de Francia      | Constant Lestienne       | 248   | Primera ronda            |
| 8        | Bandera de Francia      | Tristan Lamasine         | 260   | Segunda ronda            |

- 1 Se ha tomado en cuenta el ranking del 30 de agosto de 2021.

### Otros participantes
Los siguientes jugadores recibieron una invitación (wild card), por lo tanto ingresan directamente al cuadro principal (WC):
- Illya Beloborodko
- Oleksii Krutykh
- Richard Zusman

Los siguientes jugadores ingresan al cuadro principal tras disputar el cuadro clasificatorio (Q):
- Iván Gájov
- Georgii Kravchenko
- Alex Rybakov
- Clément Tabur

## Campeones

### Individual Masculino
- Franco Agamenone derrotó en la final a  Sebastián Báez, 7–5, 6–2

### Dobles Masculino
- Orlando Luz /  Aleksandr Nedovyesov derrotaron en la final a  Denys Molchanov /  Sergiy Stakhovsky, 6–4, 6–4